# Rebel Salute

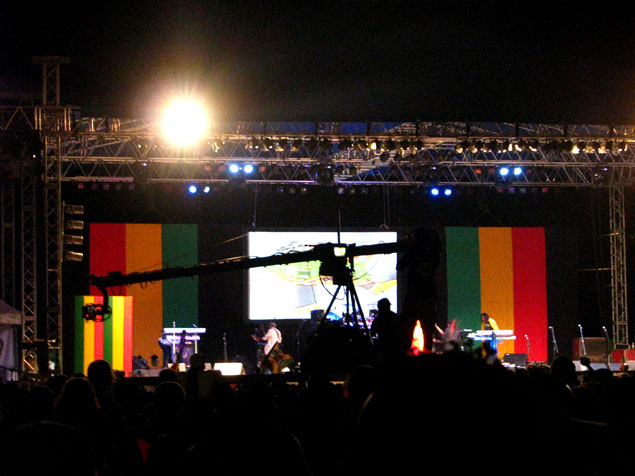
Regel Salute (Hauptbühne) in Saint Elizabeth Parish (2009)

Das Rebel Salute ist ein jährliches Musikfestival in Jamaika. Es findet jedes Jahr am 15. Januar, dem Geburtstag von Promoter Tony Rebel, statt. Es ist eines der größten Musikfestivals Jamaikas, bekannt für seinen Fokus auf politische Inhalte (roots and conscious rap). Das Festival begann 1994 in Mandeville und fand danach bis 2012 in der Saint Elizabeth Parish statt. Seit 2014 ist das Festival eine zweitägige Veranstaltung, die im Richmond Park Estate in der Saint Ann Parish stattfindet.
Das Festival hieß während eines dreijährigen Sponsoringvertrages mit PepsiCo Pepsi Rebel Salute. Festivalproduzenten erklärten, dass sie das Abkommen verfolgten, da Pepsi-Produkte eher mit der Haltung des Festivals übereinstimmten, was keinen Alkohol und kein Fleisch zuließ. Laut Tony Rebel hat das Festival auch Dancehall-Performer vorzuweisen, die normalerweise nicht für politische (conscious) Texte bekannt sind, indem sie unter ihrem Geburtsnamen statt ihres Künstlernamens abrechnen, um ihre „gute Seite“ hervorzuheben.